# Dinastia Ratta
La dinastia Ratta (en sànscrit Raixtriya) fou una dinastia menor de l'Índia que va governar a la regió de Belgaum a la moderna Karnataka com a feudataris dels Raixtrakutes. Foren protectors dels jainisme. Savadatti (Saundatti), coneguda antigament com a Sugandavarti (Sugandipura), fou la capital dels Rattes de vers vers 940 (una altra possibilitat és el 875) fins als primers anys del segle xiii. Després la capital es va traslladar a Belagavi (Belgaum) antigament Venugrama, construjida per Bachiraja de la dinastia Ratta el 1204. Belgaum fou la capital vers 1205 - 1230.
Els Rattes eren caps locals sota els Raixtrakuta. Krishna III (939–967)va nomenar com a cap feudatari a Saundatti a Prithvirama; els senyors de Saundatti es titulaven "senyors de Lattarulu" (moderna Latur); el 973 van acceptar el domini dels Chalukya de Kalyani governats per Tailapa II (973-977). La inscripció del pilar del fort de Belgaum en kanarès en escriptura nagari, datada el 1199, és atribuïda al rei ratta Kartavirya IV. Hi ha una inscripció a Saundatti, al temple de Ankeshwara, del cap ratta Ankarasa.

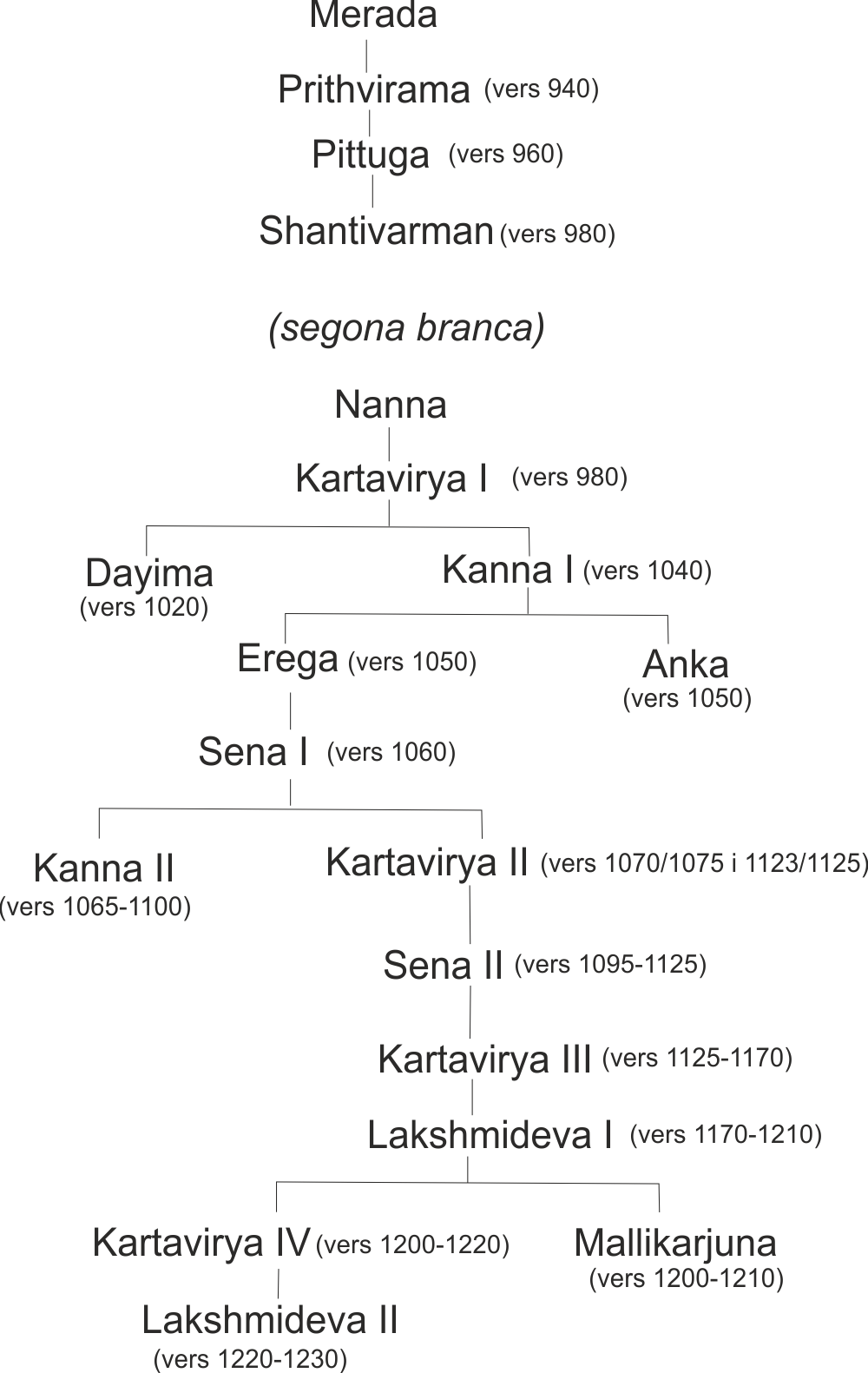
Genealogia dels Rattes

## Història
El primer nom que es coneix d'aquesta nissaga és Merada. El va succeir el seu fill Prithvirama; en una inscripció datada en Saka 797 (any 875) se l'esmenta com pertanyent a la nissaga dels Rattes. Era feudatari de Krishnaraja o Krishna II (878–914) i governava Saundatti. Però hi ha una altra inscripció de Prithvirama datada a Saka 902 (any 980) el que fa pensar que la inscripció de 875 fou preparada anys després i hi hagués un error en la data i que el rei raixtrakuta del que fou contemporani fou en realitat Krishna III (Krishnaraja III, 939–967). Aquest Prithvirama seguia el jainisme i hauria estat nomenat cap feudatari (Mahasamtadhipata) vers el 940. Aquesta versió troba dificultats amb les dates conegudes dels seus successors.
El va succeir el seu fill Pittuga que va derrotar el kadamba Ajavarman en una batalla. Es va casar amb Nijikabbe i va tenir al seu successor Shantivarman del que consta uns inscripció datada a Saka 902 (any 980) on ja s'esmenta com a feudatari dels Chalukya Occidentals sota el rei Tailapa II. El nom de la seva esposa fou Chandikabbe. Després d'ell es perd el rastre de la nissaga i després apareix una segona branca de relació desconeguda (però segura) amb la primera.
El primer personatge de la segona branca és Nanna al que va succeir el seu fill Kartavirya I esmentat en una inscripció de Saka 902 (any 980) que l'esmenta com a governador de Kundi a Dharwar, feudatari del rei de la dinastia Chalukya de Kalyani, Tailapa II (957-997), i diu que havia fixat els límits del districte. Alguns historiadors pensen que aquest governant havia eliminat a la primera branca de Saundatti i havia adquirit l'autoritat de que gaudia Shantivarman (potser en el canvi de lleialtat que es va produir vers el 980 o poc abans, sempre després del 973). Va tenir dos fills: Dayima i Kanna (Kannakaira I). El primer el van succeir successivament.
Kanna (Kannakaira I) va tenir dos fills, Erega (Ereyammarasa) i Anka. El primer va succeir al seu pare Kanna. Una inscripció datada en Saka 962 (any 1040) el descriu com a cap feudatari del rei Chalukya Jayasimha II (1015-1042) a Lattalura (Saundatti) i se li donen cinc títols; es diu que era un expert músic i se'l anomena Ratta Narayana; hi havia una imatge del Garuda a la seva bandera i fou anomenat "Singana Garuda". Una senyera transportada en un elefant amb una banda anomenada "Tivili" (similar a la utilitzada a les processons dels Raixtrakutes) s'utilitzava per decorar aquesta processó. Va deixar un fill de nom Sena (Kalasena).
Anka, germà d'Erega, va succeir a aquest (o potser regnaven junts). Consta en uns inscripció de Saka 970 (any 1048) on es esmentat com feudatari del Txalukya Traylokyamalla Someshvara I (1042-1068). Hi ha una altra inscripció del mateix any que segurament també l'esmenta, però està trencada. Després apareix Sena o Kalasena I, fill d'Erega, casat amb Mailaladevi de la que va tenir dos fills: Kanna i Kartavirya.
Kanna (Kannakaira II) fou el successor. S'han trobat una copa i una inscripció del seu temps datades el saka 1004 (any 1082) i 1009 (any 1087). A la copa se'l esmenta com membre de la dinastia Ratta, feudatari del txalukya Vikramaditya VI (1076-1126) i diu que havia adquirir molts pobles del gran senyor (Mahamandaleshvara) Munja, rei de Bhogavati (net de Bhima i fill de Sindaraja, de la família feudatària dels Sinda que governaven a Bhogavati). A la inscripció se'l anomena amb el títol de Mahamandaleshvara (Gran cap feudatari). Devia governar junt amb el seu germà Kartavirya II (també anomenat Katta), casat amb Bhagaladevi o Bhaglambika, dels que hi ha tres inscripcions: la primera trobada a Saundatti, indica que fou cap feudatari del Chalukya Someshvara II (1068 -1076) i governant de Lattalura; a la segona de saka 1009 (any 1087) és esmentat com a cap feudatari del rei Vikramaditya VI, successor de Someshvara II; la tercera és de saka 1045 (any 1123) i està feta pel seu fill Sena II
Sena o Kalasena II fou el fill i successor de Kartavirya II. Es conserva una inscripció del seu temps datada a saka 1018 (any 1096). Fou contemporani del Chalukya Vikramaditya VI i del seu fill Jayakarna pel que hauria viscut en les dates del fill, ja que el pare va regnar més temps (1076-1126). Es va casar amb Lakshmidevi. Una inscripció en nom del seu pare datada el 1123 (ja esmentada) fa pensar que pare i fill van regnar un temps junts i això situaria el regnat de Kartavirya II entre vers 1070/1075 i 1123/1125, un període molt llarg. A Sena II el va succeir el seu fill Kartavirya III (també Kattama) del que se sap que estava casat amb Padmaladevi. Va deixar una inscripció a Konnur que està parcialment trencada, de la que se sap que portava el títol de Mahamandaleshvara i Chakravarti, el que demostraria que inicialment fou feudatari dels Chalukya Jagadekamalla II (1138-1151) i de Tailapa III (1151-1164) però vers 1165, degut a la decadència del poder dels Chalukya s'hauria fet independent amb el títol (propi de caps independents) de Chakravarti. De una inscripció datada en Saka 1109 (1187) un personatge de nom Bhayideva governava a Kundi, que sembla un administrador de justícia criminal depenent del Chalukya Someshvara IV (1184-1200) el que provaria que els Rattes no havien aconseguit la independència efectiva encara el 1187 o havian hagut de sotmetre's altre cop. El nom de Kartavirya III també s'esmenta a inscripcions de Khanpur (prop de Kolhapur) datades en saka 1066 (any 1143) i saka 1084 (any 1162) i en la inscripció de Belgaum datada en Saka 1086 (any 1164).
Lakshmideva I (esmentat alternativament Lakshmana i Lakshmidhara) va succeir al seu pare Kartavirya III vers el 1170. Estava casat amb Chandrikadevi (o 
Chandaladevi). Una inscripció de Saka 1130 (any 1209) trobada a Hannikeri, l'esmenta. També s'han trobat inscripcions dels seus fills Kartavurya IV i Mallikarjuna datades en Saka 1121-1141 (anys 1200-1218) i 1127-1131 (anys 1204-1206) el que implicaria que el pare (amb inscripció el 1209) governava junt amb els fills almenys des de 1200. Kartivarya IV, el fill gran, va deixar fins a sis inscripcions i una copa d'ofrenes; estan datades en saka 1121 (any 1200), en saka 1124 (1201), dues en saka 1126 (1204), en saka 1127 (any 1204) i en saka 1141 (any 1218). La més destacada és la de Saka 1127 (any 1204) que l'esmenta com a governant de Latanur i la seva capital és anomenada Venugrama; en la mateixa inscripció s'esmenta al seiu germà Yuvaraja Mallikarjuna que no és esmentat abans en cap altra, i en canvi torna a ser esmentat a la copa d'ofrenes que està datada el 1131 (any 1206). A la inscripció de 1218 Kartivarya IV porta el títol de Mahamandaleshvara i s'esmenten les sues dues reines, Echaladevi i Madevi.
Després de Kartavurya IV i Mallikarjuna apareix Lakshmideva II. Només s'ha trobat una inscripció del seu temps, datada a Saka 1151 (any 1228) on es repeteix el títol de Mahamandaleshvara i es diu que la seva mare era Madevi. És la darrera referència que s'ha trobat i els historiadors suposen que va desaparèixer probablement absorbida pel rei dels Seunes o Iadaves, Singhana I de Deogiri (1115–1145) vers el 1230; els districtes al nord, sud i est de Kundi ja els havien perdut fins i tot abans de 1230. En una lamina de coure de Haralahalli, datada en saka 1160 (1238) un feudatari del rei Iadava Singhana de Deogiri de nom Vichana, es vanta d'haver derrotat als rattes.

## Altres mencions dels Rattes
Una lamina de coure es va trobar a Sitabaldi datada en saka 1008 (any 1087) Ranaka Dhadibhandaka (Dhadideva), cap feudatari del rei dels Chalukya de Kalyani, Vikramaditya VI Tribhuvanamalla (1076-1126), es diu que era de la gran (maha) raça (en el sentit de nissaga) dels Raixtrakutes i que havia vingut de Latalur.
En la inscripció datada en Saka 1052 (any 1129) trobada a Khanpur (aleshores principat de Kolhapur) s'esmenta a un Ratta Ankideva, cap feudatari de Someshvara III (1126-1138) però no se sap quina connexió podia tenir amb la dinastia Ratta.
I a la inscripció trobada a Bahuriband (Jabbalpur), s'esmenta un Rashtrakuta Golhanadeva, que era cap feudatari del rei Gayakarna (1123-1153) dels Kalachuris de Tripuri. La inscripció no aclareix a quina branca pertanyia, i és poc probable que fos a la branca dels Rattes.